# 一碳化钒
一碳化钒是一种无机化合物，化学式为VC。它是一种高硬度的耐高温的陶瓷材料，硬度为9~9.5 Mohs，是已知的最硬的金属碳化物材料。它在金属钒及其合金中的存在，促进了人们研究的兴趣。
一碳化钒和一氧化钒同构，它具有岩盐结构。VC和VO可以混溶，因此，VC样品中可能含有氧化物杂质。